# Dan Blocker
Bobby Dan Davis Blocker (De Kalb, 10 de dezembro de 1928  - Los Angeles, 13 de maio de 1972), mais conhecido por seu nome artístico Dan Blocker, foi um ator de televisão norte-americano e veterano da Guerra da Coréia. Ficou mundialmente conhecido pelo papel de Hoss Cartwright, na série Bonanza, da NBC.

## Biografia
Blocker nasceu na cidade de De Kalb, no Texas. Seus pais eram Ora "Shack" Blocker e Mary Arizona (Davis) Blocker.
Cursou o ensino fundamental no Instituto Militar do Texas. Em 1940 matriculou-se em uma escola de San Antonio e posteriormente estudou na Hardin-Simmons University e na Sul Ross State University, onde formou-se em oratória e teatro.
Em 1946 jogou futebol na Hardin – Simmons University, afiliada à Southern Baptist, em Abilene. Em 1947 transferiu-se para o Sul Ross State Teacher's College, em Alpine, onde tornou-se uma estrela do futebol, colando grau em 1950. Após dois anos de serviço militar, obteve o título de mestre em artes dramáticas.
Ele ainda trabalhou como artista de rodeio e segurança em um bar, enquanto era estudante. É lembrado de seus tempos de escola por seu porte de 1,90 metros e 140 quilos, como também por ser bem-humorado, apesar de seu tamanho intimidante.
Lecionou inglês e teatro para alunos do ensino médio, em Sonora, de 1953 a 1954, foi professor e treinador da sexta série na Eddy Elementary School, em Carlsbad, Novo México, e depois professor na Califórnia. Blocker e sua esposa Dolphia mudaram-se para Los Angeles, onde conseguiu alguns papéis de ator.

## Vida militar

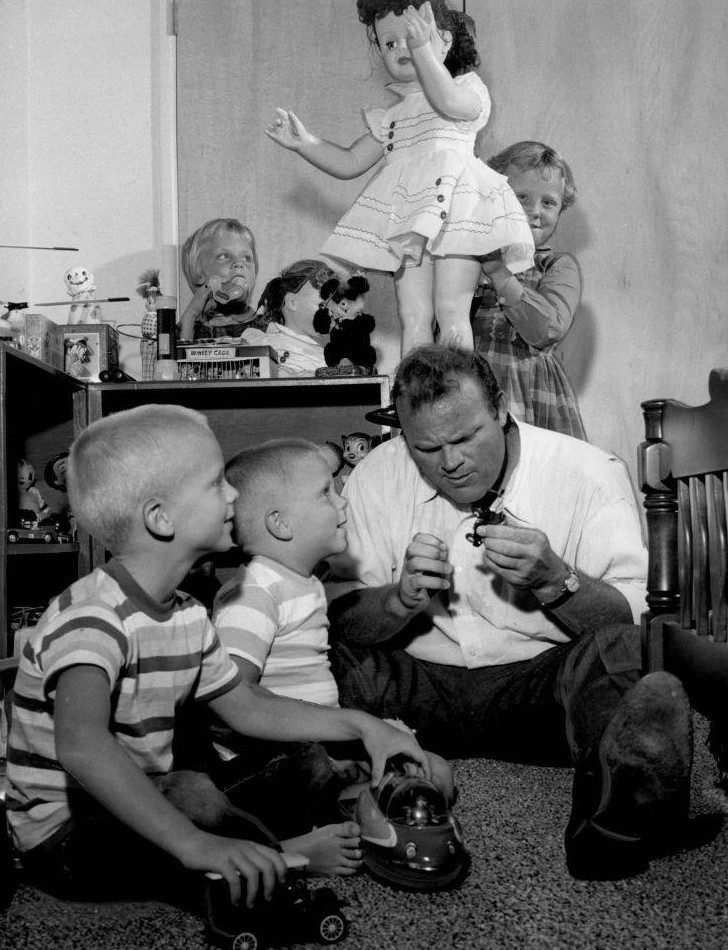
Blocker com seus filhos

Durante a Guerra da Coreia, o ator foi convocado pelo Exército dos Estados Unidos. Teve treinamento básico em Fort Polk, Louisiana e serviu como sargento de infantaria, na Companhia F, 2º Batalhão, 179º Regimento de Infantaria, 45ª Divisão de Infantaria, de dezembro de 1951 a agosto de 1952. Foi condecorado com a medalha Purple Heart, por ferimentos em combate.
Também foi agraciado com a Medalha de Serviço de Defesa Nacional, Medalha de Serviço Coreano com duas estrelas de campanha de bronze, Menção de Unidade Presidencial da República da Coreia, Medalha de Serviço das Nações Unidas, Medalha de Serviço da Guerra da Coreia e Distintivo de Soldado de Infantaria de Combate.

## Carreira de ator

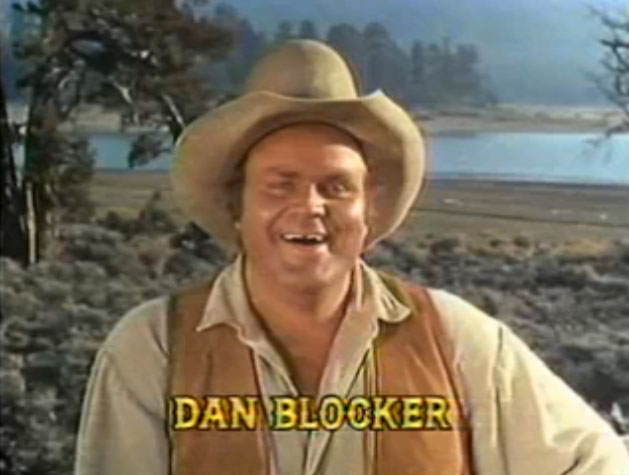
Blocker em Bonanza

Em 1957, Blocker atuou em um curta-metragem dos Três Patetas, chamado Outer Space Jitters.
Fez ainda em duas aparições na série Gunsmoke,  como tenente de cavalaria, em 24 de agosto de 1956 e em 18 de outubro de 1958. Em 1957 atuou como Will, no episódio "A Time to Die", da série de faroeste Colt .45, da ABC / Warner Bros.
Em 1957, Blocker foi escalado para episódios da série da NBC de David Dortort, The Restless Gun, como ferreiro e pecuarista, planejando aproveitar o lucro para retornar às terras de sua família em Minnesota. Em 1957, teve pelo menos dois papéis como bartender, em um episódio do drama policial com tema de faroeste, Sheriff of Cochise, estrelado por John Bromfield, e no filme Gunsight Ridge. Também em 1957, apareceu no episódio "Land Beyond the Law", de Cheyenne, interpretando um dos asseclas fora da lei (Pete). Ele também apareceu em O Rifleman.
No ano de 1958 atuou como um guarda prisional e mais tarde teve um papel recorrente como Tiny Budinger, na série de faroeste Cimarron City, estrelada por George Montgomery, John Smith e Audrey Totter. Ele foi visto em "The Señorita Makes a Choice", um episódio de 1958 da série Zorro, de Walt Disney, bem como em um episódio, "Underground Ambush", do Sargento Preston do Yukon, interpretando Mule Conklin.
Em 1958, Blocker teve um papel coadjuvante como Sargento Broderick, em The Dora Gray Stor", no Wagon Train da NBC. Naquele mesmo ano, ele apareceu em Stagecoach Episode, do NBC Western Jefferson Drum, estrelado por Jeff Richards.
Em março de 1958 apareceu como Joe, um ladrão, na primeira temporada de Have Gun Will Travel, no episódio Gun Shy.
Blocker foi escalado para o papel do barbudo jogador de pôquer, Cloudy Sims, no episódio "Rodeo", de 1958, no drama policial de David Janssen, Richard Diamond, Private Detective. No enredo, um artista de rodeio chamado Ed Murdock, interpretado por Lee Van Cleef, é assassinado antes de poder fazer sua última apresentação no evento anual no Madison Square Garden.
Outro papel em 1959 foi como Del Pierce, em Johnny Yuma, o primeiro episódio da série de faroeste da ABC, The Rebel, estrelado por Nick Adams.

### Bonanza

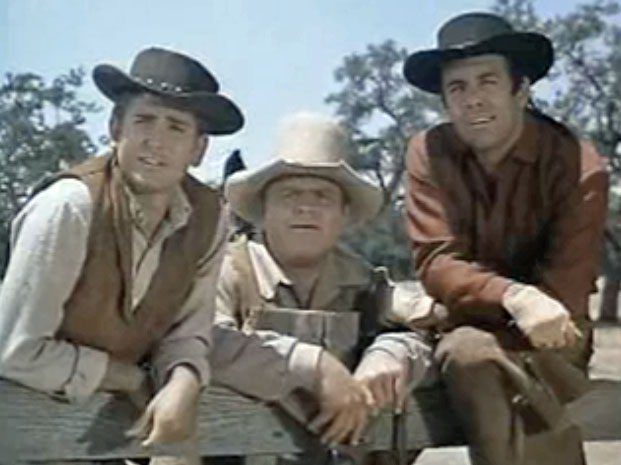
Michael Landon, Dan Blocker e Pernell Roberts

A grande chance de Blocker veio em 1959, quando ele foi escalado como Eric "Hoss" Cartwright, na série dae televisão da NBC Bonanza, desempenhando esse papel em 415 episódios até sua morte. Blocker disse que retratou o personagem de natureza gentil de Hoss com uma declaração de Stephen Grellet em mente: "Passaremos por este caminho na Terra, mas uma vez, se houver alguma gentileza que possamos mostrar, ou uma boa ação que possamos fazer, vamos fazê-lo agora, pois nunca mais passaremos por este caminho." 
Blocker estrelou com Frank Sinatra, em 1963, a comédia Come Blow Your Horn. Eles trabalharam juntos novamente em 1968, na sequência do filme de Tony Rome, Lady in Cement, onde interpretou um durão ameaçador. Stanley Kubrick tentou escalar Blocker para seu filme Dr. Strangelove, depois que Peter Sellers decidiu não adicionar o papel do Major TJ "King" Kong a seus vários outros papéis, mas de acordo com o co-roteirista do filme, Terry Southern, o agente de Blocker rejeitou o roteiro. O papel ficou com Slim Pickens, que interpretou a cena icônica de derrubar uma bomba atômica enquanto agitava seu chapéu de cowboy.
Em 1968 estrelou como John Killibrew, um ferreiro que convenceu vários colonos a segui-lo para a Califórnia e fundou a cidade de Arkana. Este filme de TV, Something for a Lonely Man, também contou com Susan Clark, John Dehner, Warren Oates e Don Stroud. Em 1970 interpretou um tímido amor em The Cockeyed Cowboys of Calico County, com Nanette Fabray como uma perspectiva amorosa e um elenco de apoio com Jim Backus, Jack Elam, Noah Beery Jr. Blocker também apareceu na hora de comédia The Flip Wilson Show, da NBC.
O diretor Robert Altman fez amizade com Blocker enquanto dirigia episódios de Bonanza. Anos depois, ele o escalou para o papel de Roger Wade, em The Long Goodbye, mas o ator faleceu antes do início das filmagens. O papel então foi para Sterling Hayden, com o filme dedicado a Blocker.
Também em 1963, Blocker iniciou uma bem-sucedida rede de restaurantes chamada Bonanza Steakhouse, em troca de servir, no personagem Hoss, como seu porta-voz comercial, e fazer aparições pessoais em franquias.

## Vida pessoal
Originário do condado de Bowie, Texas, Blocker chegou a Los Angeles em 1958 planejando fazer pós-graduação na UCLA, mas conseguiu papéis de ator. Anteriormente, enquanto estudava no Sul Ross State College participou de uma peça de teatro sem falar e descobriu que se sentia atraído pela atuação. Ele jogou no Summer Stock em Boston em 1950, após se formar na faculdade.
Blocker era um Metodista Livre. Casou-se com Dolphia Parker, que conheceu quando era estudante na Sul Ross State University . Seus filhos são o ator de Hollywood Dirk Blocker, o produtor de Hollywood David Blocker, e as filhas gêmeas Debra Lee (artista) e Danna Lynn. David Blocker ganhou um Emmy de 1998 pela produção de Don King: Only in America.
Blocker, um democrata liberal, estava entre as celebridades de Hollywood que apoiaram a reeleição de Pat Brown em 1966, como governador da Califórnia contra Ronald Reagan. Em 1968, Blocker apoiou a então U. S. Senador Eugene J. McCarthy, de Minnesota, pela indicação presidencial democrata. Blocker mais tarde apoiou o eventual candidato do Partido Democrata, o vice-presidente Hubert H. Humphrey, também de Minnesota, para a presidência contra o republicano Richard M. Nixon.
No especial da PBS de 2010, Pioneers of Television: Westerns, o ator Mitch Vogel, que interpretou o irmão adotivo Jamie Cartwright em Bonanza, disse que Blocker "era tão fácil de conhecer - o tipo de cara com quem você poderia ir tomar uma cerveja."
Blocker, um fã de automóveis de alto desempenho, foi dono de um Chevrolet Chevelle SS396 "Z-16" 1965 (opção RPO Z16), já que a Chevrolet era a patrocinadora comercial do show. Ele também possuía um carro de corrida Huffaker Genie MK10 1965, apelidado de "Vinagaroon". O carro foi dirigido por Nickey Chevrolet nas séries do US Road Racing Championship, de 1965 e 1966, bem como no campeonato Can-Am de 1966.

## Morte
Em 13 de maio de 1972, Blocker morreu em Los Angeles, aos 43 anos, de embolia pulmonar, após uma cirurgia na vesícula biliar, no hospital Daniel Freeman. Uma notícia fornece estes detalhes: "Blocker foi ao hospital para uma cirurgia na vesícula biliar, desenvolveu um coágulo sanguíneo no pulmão e morreu".
Os escritores de Bonanza tomaram a decisão incomum de fazer referência à morte de um personagem importante no enredo da série naquele outono. Um relatório de 2011 acrescentou que “esta seria a primeira vez na história da televisão que um programa abordou, ou mesmo mencionou, a morte de um de seus personagens”. Os detalhes sobre a morte não foram discutidos na série, mas alguns anos depois, na sequência da série Bonanza: The Next Generation, um personagem afirmou que "Hoss se afogou tentando salvar a vida de outra pessoa". 
Bonanza durou mais uma temporada sem Hoss, com a 14ª e última temporada se encerrando em 16 de janeiro de 1973. Essa foi de longe a temporada menos popular e menos solicitada no pacote de reprise do programa. O co-astro da série, Michael Landon, disse anos depois que sempre que precisava chorar para uma cena pensava na morte de Dan Blocker.
Blocker foi sepultado em um jazigo familiar, no Cemitério Woodmen, em De Kalb, Texas. A vala comum é marcada por uma pedra lisa com o nome "B. Dan D. Blocker" gravado. Ao seu lado estão enterrados seu pai, mãe e irmã. 

## Filmografia
| Ano       | Título                                | Papel                                                                        | Notas                                                  |
| --------- | ------------------------------------- | ---------------------------------------------------------------------------- | ------------------------------------------------------ |
| 1957      | The Girl in Black Stockings           | Mike, O barman                                                               |                                                        |
| 1957      | Black Patch                           | Blacksmith                                                                   | Não creditado                                          |
| 1957      | Gunsight Ridge                        | Barman                                                                       | Não creditado                                          |
| 1957      | Cheyenne                              | Pete                                                                         | Temporada 2/Episódio 10 - "Land Beyond the Law"        |
| 1957      | Outer Space Jitters                   | O capanga                                                                    | Curta-metragem                                         |
| 1957–1958 | The Restless Gun                      | Olaf Burland / Jub Buckstar / John 'El Bruto' / Fred Burgermen / Ike Burnett | 5 episódios                                            |
| 1958      | Cheyenne                              | Deputado Sam                                                                 | Temporada 3/Episódio 19 - "Noose at Noon"              |
| 1958      | Have Gun - Will Travel                | Joe                                                                          | Episódio "Gun Shy"                                     |
| 1958      | Decision                              | Salem                                                                        | Temporada 1/Episódio 1 - "The Virginian"               |
| 1958      | The Rifleman                          | Pete Snipe                                                                   | Episódio: "The Sister"                                 |
| 1958      | Gunsmoke                              | Tenente / Keller                                                             | Episódios: "Alarm at Pleasant Valley", "Thoroughbreds" |
| 1959      | The Rebel                             | Pierce                                                                       | Episódio: "Johnny Yuma" (estreia da série)             |
| 1959      | The Young Captives                    | Oil Field Roughneck                                                          |                                                        |
| 1959–1972 | Bonanza                               | Eric 'Hoss' Cartwright / Big Jack Slade                                      | 415 episódios                                          |
| 1961      | The Errand Boy                        | Hoss Cartwright                                                              | Cameo não creditado                                    |
| 1963      | Come Blow Your Horn                   | Sr. Eckman                                                                   |                                                        |
| 1968      | Lady in Cement                        | Waldo Gronsky                                                                |                                                        |
| 1968      | Something for a Lonely Man            | John Kilibrew                                                                |                                                        |
| 1970      | The Cockeyed Cowboys of Calico County | Charley                                                                      |                                                        |
| 1971      | The Flip Wilson Show                  | Ele mesmo                                                                    | Episódio 16                                            |